# Língua chatigonesa
O chatigonês, chatgaya ou bengali chatigonês (চাটগাঁইয়া বুলি Chaţgãia Buli), é uma língua indo-ariana falada pelo povo de Chatigão em Bangladexe e também em partes do sudoeste do país. É próxima à língua bengali, da qual usa a escrita e também era geralmente considerado um dialeto não padrão do bengali porque seus falantes se identificam com a cultura bengali e o bengali padrão como língua literária, mas os dois não são mutuamente inteligíveis. Em 2009, os falantes do chatigonês foram estimados em 13 milhões, estando a quase totalidade em Bangladexe embora haja registro de falantes na vizinha Índia e até em Mianmar.

## Classificação
O chatigonês é uma das línguas bengali-assamesas, um sub-grupo das línguas indo-arianas orientais. Suas línguas correlatas são a sylheti, a ruainga (falada por antigos falantes do estado de Arracão em Mianmar), a chakma, o bengali e a assamesa, também tendo alguma relação mais distante como o hindi. Como outras línguas bengali-assamesas, a chatigonesa deriva do páli e, em consequência, da chamada língua protoindo-europeia.

## Geografia
chatigonês é falada no sudeste de Bangladexe por toda divisão de Chatigão, mas principalmente no distrito de Chatigão e em Cox's Bazar. Em 2009, a quantidade de falantes foi estimada em 13 milhões em Bangladexe e também em outros países para os quais migraram muitos chatigoneses. A língua não têm status oficial no país, não sendo ensinada em nenhuma escola. Muitos dos bangladexianos, principalmente chatigonesas, a veem como uma forma mais grosseira, mais crua, do que o bengali padrão é mais educado.
O chatigonês não tem uma forma padrão, sendo mais um continuum de diversos dialetos, variando pelas localidades de sul a norte. Varia também de acordo com a religião entre os islâmicos (a maioria dos chatigonesas) e os hinduístas, variando mais em vocabulário.

## Fonologia

### Fricativas
O chatigonês se diferencia da língua bengali por apresentar muitas consoantes fricativas, as quais frequentemente correspondem com as plosivas do bengali. Por exemplo, a consoante chatigonesa surda-velar- fricativa [[ [x] (como do Árabe "kh" oui do alemão "ch") na palavra [xabar] corresponde à bengali surda-aspirada-velar-plosiva [kʰ] e a chatigonesa surda-labiodental-fricativa [f] corresponde à bengali surda-aspirada-bilabial-plosiva]] plosive [pʰ]. Algumas dessas pronúncias também são usadas em dialeto orientais do bengali.

## Sistema de escrita
As escritas Bengali (Bangla Lipi) e escrita latina são usadas para escrever a língua.
Gboard para Android adicionou o teclado chittagongiano.

## Fonologia

### Consoantes
|             |                     | Labial | Dental/ Alveolar | Retroflexa | Palatal | Velar | Glotal |
| ----------- | ------------------- | ------ | ---------------- | ---------- | ------- | ----- | ------ |
| Oclusiva    | Surda               | p      | t̪                | ʈ          |         | k     |        |
| Oclusiva    | [Aspirada]          | pʰ     | t̪ʰ               | ʈʰ         |         | kʰ    |        |
| Oclusiva    | Sonora              | b      | d̪                | ɖ          |         | ɡ     |        |
| Oclusiva    | Ofegante            | bʱ     | d̪ʱ               | ɖʱ         |         | ɡʱ    |        |
| Africada    | Surda               |        | ts               |            | tɕ      |       |        |
| Africada    | Aspirada            |        |                  |            | tɕʰ     |       |        |
| Africada    | Sonora              |        |                  |            | dʑ      |       |        |
| Africada    | Ofegante            |        |                  |            | dʑʱ     |       |        |
| Fricativa   | Surda               | f~ɸ    | s                |            | ʃ       | x     | h      |
| Fricativa   | Sonora              |        | z                |            |         | ɣ     |        |
| Nasal       | Nasal               | m      | n                |            |         | ŋ     |        |
| Vibrante    | Vibrante            |        | ɾ~r              | ɽ          |         |       |        |
| Aproximante | lateral             |        | l                |            |         |       |        |
| Aproximante | Aproximante Central | (w)    |                  |            | (j)     |       |        |

- A Aproximante  [w j] é ouvida apenas como alofones de vogais  / i u /.
- / ts / pode ter um alofone pós-alveolar de  [tʃ].
- / ʃ / pode ter um alofone de  [ç].
- / f / pode ter um alofone bilabial de  [ɸ].[5]

### Vogais
|              | Anterior | Central | Posterior |
| ------------ | -------- | ------- | --------- |
| Fechada      | i        |         | u         |
| Meio Fechada | e        |         | o         |
| Meio Aberta  | (ɛ)      |         | ɔ         |
| Aberta       | æ        | a       |           |

- A nasalização ocorre para sete Vogais  / ĩ ẽ ̃ æ̃ ã ɔ̃ õ ũ /.
- [ɛ] é ouvido como um alofone de  / æ /.[6]

#### Vogais nasais
A nasalização de vogais é faror contrastivo em chatigonês, bem como em outras línguas índicas chatigonesa. Uma palavra pode ter seu significado mudado pela mudança de uma vogal oral por uma nasal, como em  আর ar "e" vs. আঁর ãr "meu". A seguir temos exemplos de frases chatigonesa incluindo vogais nasais:
Como está você (bengali padrão: তুমি কেমন আছ?):
-তুঁই কেন আছ? Tũi ken achho? / অনে কেন আছন ? Őney ken achhõn?
Estou bem (bengali padrão: আমি ভাল আছি।):
-আঁই গঁম আছি। Ãi gawm achhi.
Não estou bem (bengali padrão: আমি ভাল  নেই।।):
-আঁই ভালা নাই । Ãi bhala nai.
Não estou me sentindo bem (bengali padrão: আমার ভাল লাগছে না।):
-আত্তে গম ন লাগের/লা'র। Ãtte gom naw lager.
Vou jogar Cricket (bengali padrão:আমি ক্রিকেট খেলব।):
-আঁই ক্রিকেট খেইল্যুঊম । Ãi kirket kheillum ।
Não quero comer mais, estou satisfeito (Bengali padrão:আর খেতে ইচ্ছে করছে না, পেট ভরা।):-আত্তে আর হাইতু মনত ন হর, ফেট ভরি গেয়্যী। । Ãtte ar haito monot no hor, fet bori geyyi.
Onde você está (bengali padrão: তুমি কোথায়?):
-তুঁই কন্ডে? Tũi konde?
Qual é seu nome (bengali padrão:: তোমার নাম কী?):
-তোঁয়ার নাম কী?/তোঁয়ান্নাম কী? Tõar nam ki?/ Tõannam ki?
Meu nome é Nayan (bengali padrão: আমার নাম নয়ন।):
-আঁর নাম নয়ন।/আন্নাম নয়ন। Ãr nam / Ãnnam  Nayan).
Sinto sua falta (bengali padrão: তোমার অভাব অনুভব করছি):
-তোঁয়ার লাই আঁর ফেড ফুরের। Tõar lai ãr fed furer.
Também sinto sua falta. (bengali padrão: আমিও তোমার অভাব বোধ করছি):
-তোঁয়ার লাই ও আঁর ফেড ফুরের।/তোঁয়াল্লাই ও আঁর ফেড ফুরের। Tõar lai O ãr fed furer./Tõallai O ãr fed furer.
Eu te amo (bengali padrão: আমি তোমাকে ভালবাসি):
- তুয়ারে আঁত্তে গম লাগে। Tuãre Ãatte gawm lage.
Aonde você está indo (bengali padrão: তুমি কোথায় যাচ্ছ?):
-- উঁবা তুঁই হন্ডে/হঁডে যঁর? Uba Tũi honde/hode jor?
De onde é você (bengali padrão: তুমি কোত্থেকে এসেছো?):
-- তুঁই হত্তুন আইসস্যূ?  Tũi kothtun aishsho?
Onde você vive (bengali padrão: তুমি কোথায় থাক?):
-- উঁবা তুঁই হন্ডে/হঁডে থাহ? Uba Tũi konde thako?
Eu vivo em Sultan Master Bari, Bengura, Boalkhali. (Bengali padrão:আমি সুলতান মাস্টার বাড়ী, বেঙ্গুরা, বোয়ালখালিতে থাকি।):
--আঁই সুলতান মাস্টার বাড়ী, বেঙ্গুরা, বোয়ালখালিত্ থাহি Ãai Sultan Master Bari, Bengura, Boalkhali ith  thaki.
Estou triste. (bengali Padrão: আমার মন ভালো নেই।): আঁর মনত শান্তি নাই। Ãar monot shanti nai.
Bangladexe está no meu coração. (bengali Padrão: হৃদয়ে বাংলাদেশ ।):বাংলাদেশ আঁর হইলজার টুঁ'রা Bangladesh Ãar hoìlzar Ťoura./
বাংলাদেশ আঁর হইলজার বঁডু Bangladesh Ãar Khoìlĵar bodu.
Iftekhar, durante quanto tempo você viveu em New York? (bengali padrão: ইফতেখার  তুমি কত দিন  ধরে  নিউ ইয়রকে আছ ?): -- ইফতেখার  নিউ ইয়রকথ কথ দিন ধরী তাহ ? Iftekhar New Yorkoth kotho din doriy  thaho?

## Gramática
O chatigonês apresenta uma gramática muito similar à do bengali, com significativas variações de morfologia de inflexão por meio de prefixos, infixos, partículas diversas e variações na ordem das palavras.
Como outras línguas relacionadas do leste do subcontinente indiano, o chatigonês é uma língua dita OV, onde o objeto vem sempre antes do verbo, sendo S-O-V a ordem básica das palavras numa frase. Como a língua assamesa (Ôxômiya) e de forma diversa do bengali, a língua apresenta negação pró-verbal, ou seja, a partícula negativa precede o verbo em chatigonês, enquanto que no bengali a situação correspondente tem a negação após o verbo.
Muito grato = Tuarey Doinnobaad.(তুঁয়ারে ডঁইণ্ণোবাদ্ )/Onorey Doinnobaad (অনরে ডঁইণ্ণোবাদ্ )
Eu gosto muito de você=Ai tuarey kub poccondha gori.

## Vocabulário
Assim como ocorre com o bengali, a maior parte do vocabulário chatigonês se derivou do páli. Também como no bengali há muitas palavras na língua que são oriundas de áreas mais distantes, como a língua árabe, o persa, o turco e mesmo do português. Como um legado do Império Britânico, muiras palavras do inglês se incorporaram ao chatigonês, como ocorreu, aliás, com muitas línguas da Índia. Mesmo sendo muito similar à língua bengali em vocabulário, a língua apresenta características diferentes em seu léxico, por ter sofrido mais influências dos vocabulário turco, árabe e persa. Isso se explica pelo fato de Chatigão ter sido um importante porto aberto a comerciantes da Arábia, Pérsia e Turquia. Isso explica também o fato de dos chatigoneses terem sido na região os primeiros a se converter ao islamismo, sendo muito inflenciados pelos vocabulários já citados. Quanto ao português, deve-se lembrar que foram os portugueses os primeiros europeus a chegar a esse porto bengali, que foi por algum tempo administrado por esses colonizadores. Daí, no chatiganês há muito mais palavras portuguesas do que no bengali padrão.

## Amostra de palavras
```
          ( singular )                        ( plural )
Kéti  án     (a fazenda)          Kéti  Ğín     (as fazendas)
Fothú án     (a pintura)       Fothú Ğín     (as pinturas)
Fata  wá     (a folha)         Fata  Ğín     (as folhas)
```

```
Tar   gán    (o fio)          Tar   Ğin   (os fios)
Duar  gán    (a porta)          Duar  gin   (as portas)
Faár  gwá    (a montanha)      Faár  gún   (as montanhas)
```

```
Debal  lán   (o muro)          Debal  lún   (os muros)
Kitap  pwá   (o livro)          Kitap  pún   (os livros)
Manúish cwá   (o homem)          Manúish shún   (os homens)
```

```
Uggwá fata    (uma folha)           Hodún fata    (algumas folhas)
Ekkán fothú   (uma pintura)        Hodigin Fothú   (algumas pinturas)
    -or-                               -or-
Fata  uggwá   (uma folha)           Fata  hodún   (algumas folhas)
Fothú ekkán   (uma pintura)        Fothú hodien   (algumas pinturas)
```

## Ordem das palavras
A ordem das palavras chatigonesas é SOV -  Sujeito-Objeto-Verbo
( ইঁতারা হাঁমত যার গুঁই ।)
Ítara(Eles)   hamót (trabalhar) źar ģui(go).
| Sujeito   | Objeto                | Verbo                 |
| --------- | --------------------- | --------------------- |
| Aááí (Eu) | bát (arroz)           | haí (esquenta).       |
| Ití (Ela) | TV(TV)                | saí (assiste).        |
| Ité (Ele) | sairkélot (bicicleta) | sorér (está montada). |

## Amostra de texto
বিয়াক মানুশ ইজ্জত এদ্দে অ়কর ই়শাবে আজাদ আর উ়য়াইন্না অ়ইয়েরে ফ়য়দা অ়য়। ই়তারাত্তু আহল এদ্দে বিবেক আছে ; এতল্লায় এজ্জন আরেজ্জনর উ়য়ারে ভাইয়ুর নান বেভার গরন দরহার।
Transliteração
Biyak manuś ijjôt edde ókôr íśabe ajad ar úyainnaa óiyere fôyda óy. Ítattu ahôl edde bibek ase; etôllay ejjôn arejjônôr úyare bhaiyur nan bebhar gôrôn dôrhar.
Português
Todos os seres humanos nascem livres e iguais em dignidade e direitos. Eles são dotados de razão e consciência e devem agir em relação uns aos outros em espírito de fraternidade. (Artigo 1 da Declaração Universal dos Direitos Humanos)

## Ligações externas

Áreas on se fala Chittagonês